# Patrick Laurence Murphy
Patrick Laurence Murphy (ur. 28 października 1920 w Sydney, zm. 18 marca 2007) – australijski duchowny rzymskokatolicki, w latach 1986-1996 biskup diecezjalny Broken Bay.

## Życiorys
Święcenia kapłańskie przyjął 22 lipca 1944 w archidiecezji Sydney, udzielił ich mu Norman Thomas Gilroy, ówczesny arcybiskup metropolita Sydney, późniejszy kardynał. 20 grudnia 1976 papież Paweł VI mianował go biskupem pomocniczym Sydney ze stolicą tytularną Aquae in Numidia. Sakry udzielił mu 22 stycznia 1977 kardynał James Darcy Freeman. 8 kwietnia 1986 papież Jan Paweł II przeniósł go na urząd biskupa diecezjalnego Broken Bay, jego ingres odbył się 28 maja 1986. 9 lipca 1996 przeszedł na emeryturę. Zmarł 28 marca 2007 w wieku 86 lat.